# Castleford

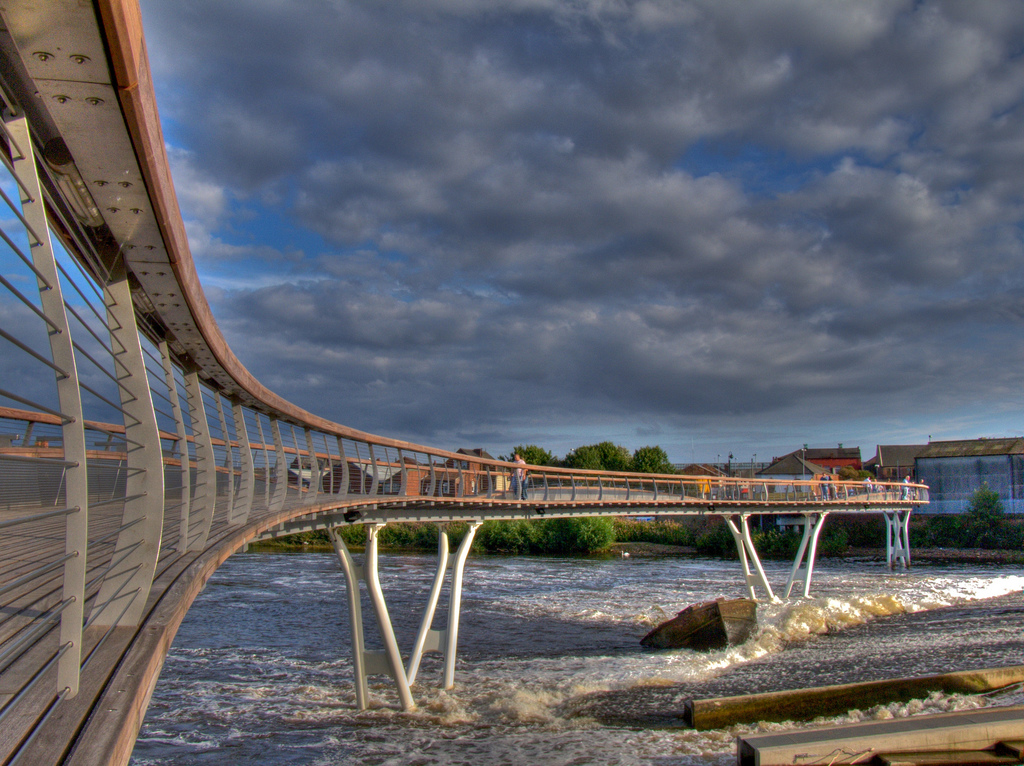
Podul peste râul Aire

Castleford este un oraș în comitatul West Yorkshire, regiunea Yorkshire and the Humber, Anglia. Orașul se află în districtul metropolitan Wakefield.